# Gadchiroli (huyện)
Huyện Gadchiroli là một huyện thuộc bang Maharashtra, Ấn Độ. Thủ phủ huyện Gadchiroli đóng ở Gadchiroli. Huyện Gadchiroli có diện tích 14412 ki lô mét vuông. Đến thời điểm năm 2001, huyện Gadchiroli có dân số 969960 người.